# 로버트 B. 로플린
로버트 베츠 로플린(Robert Betts Laughlin, 1950년 11월 1일 ~ ) 은 미국의 응용물리학자이다. 분수 양자 홀 효과(fractional quantum Hall effect)에 대해 설명해 낸 공로로, 호르스트 슈퇴르머, 대니얼 추이와 함께 1998년 노벨 물리학상을 수상했다.

## 생애
로플린은 미국 캘리포니아주 비살리아(Visalia)에서 태어났다. UC 버클리에서 물리 전공으로 학사과정을 마쳤으며, 1979년 매사추세츠 공과대학에서 물리학 박사 학위를 받았다. 로렌스 리버모어 국립 연구소의 연구원과 스탠퍼드 대학의 교수직도 겸임하고 있다.
로플린은 2005년 많은 부분 Steve Lew와의 토론에 바탕을 둔 《A Different Universe: Reinventing Physics from the Bottom Down》란 책을 냈다. 이 책에서 로플린은 다른 일반적인 이슈들에 대한 자신의 의견을 피력하는 동시에, 환원주의의 대신으로서의 창발성(이머전스)을 주장했다.
대한민국 대전에 있는 한국과학기술원 총장으로 재직하기도 했으며(2004년 7월 14일~ 2006년 7월 13일), 아시아 태평양 이론물리센터(2004년 4월~2007년3월) 소장을 맡기도 했다.

### 논란
한국과학기술원 총장시절 그의 발언들은 논란의 대상이다.
어느 강연회에서 입자물리학의 여분의 차원에 대한 연구가 무의미 하다는 논조의 발언을 하기도 했으며, 소위 로플린 구상은 카이스트내 여러 교수들과 학생들의 반발을 사, 결국 한국과학기술원 총장직을 사임하였다.

## 주요 업적
분수 양자 홀 효과

## 수상
- 1998년 노벨 물리학상 수상

## 저서
- <A Different Universe: Reinventing Physics from the Bottom Down>, Basic Books, ISBN 0-465-03828-X,(2005)
- (위 책의 번역판) 다른 우주 (2005) 까치.
- discovery of a new form of quantum fluid with fractionally charged excitations.
- <한국인, 다음 영웅을 기다려라(원제:Looking for a hero) >, 이현경 역, 한스미디어, ISBN : 8959750476 (2006)